# Catedral de San Carlos Borromeo (Joliette)
La catedral de San Carlos Borromeo (en francés: Cathédrale Saint-Charles-Borromée) es el nombre que recibe un edificio religioso que pertenece a la iglesia católica y está situado en Joliette, una localidad en la región administrativa de Lanaudière en la parte meridional de la provincia de Quebec (al este de Canadá).
La sede de la diócesis de Joliette fue construida entre 1887 y 1892 según los planos de los arquitectos Maurice Perrault y Albert Mesnard. Fue declarada como un edificio protegido (immeuble patrimonial) por la ciudad de Joliette en 1999.